# Shorea longiflora
Shorea longiflora là một loài tropical lowland rainforest trees thực vật thuộc họ Dipterocarpaceae. Loài này có ở Brunei, Indonesia, và Malaysia.